# Dârlos, Sibiu
Dârlos, mai demult Dărloș (în dialectul săsesc Durles, în germană Durles, Durlasch, în maghiară Darlac, Darlasz, Darlóc) este satul de reședință al comunei cu același nume din județul Sibiu, Transilvania, România.

## Așezare
Localitatea este situată la 4 km de Mediaș, pe malul drept al râului Târnava Mare.    

## Istoric
Menționată pentru prima oară în scris în anul 1317 drept Possesio Darlaz, localitatea există încă din secolul al III-lea î.Hr.
Prima atestare documentare a Dîrlosului dateaza din 29 martie 1317, într-un document prin care Carol Robert, regele Ungariei, pune în vedere ”tuturor juzilor, comiţilor şi slujbaşilor noştri şi mai ales tuturor saşilor şi oaspeţilor din Medyes şi celor ce ţin de această cetate, să ocrotiti şi să aparaţi zisele moşii ( Alma,Darlaz şi Sumugun) ale pomenitului ban Simion şi oricare altele împotriva tuturor” .

## Biserica evanghelică
În prima jumătatea a secolului al XV-lea a fost ridicată biserica-sală. Biserica evanghelică-luterană, frumos exemplar de arhitectură gotică târzie (sec.XVI), cu o singură  navă  și cu un  cor  cu două  travee  sprijinite de contraforți, a fost construită în stil gotic și este lipsită de turn. În interiorul corului au fost degajate în 1975 picturi în benzi ornamentale și figurile a doi sfinți, pictate la începutul secolului al XVI-lea. Remarcabile sunt ancadramentele ferestrelor, bogat dantelate si fragmentele de pictura murala de pe fațadele corului: scene din patimile lui Isus si Sf.Cristofor, de mari dimensiuni (sec.XVI, inainte de 1544). Relicte ale unor stele funerare romane zidite in pereți, una dintre acestea, reprezentând taurul lui Poseidon a fost la originea unei confuzii cu o posibilă prezență a stemei Moldovei pe pereții bisericii.

## Fortificația
Disparută în zilele noastre, fortificația poate fi doar dedusă din topologia locului. O gravură din secolul al XIX-lea înfățișa biserica înconjurată de o  curtină  și se pare că la începutul secolului al XX-lea se păstra încă o parte a incintei, cu cămări de provizii.

## Obiective memoriale
Parcela eroilor români din cele două războaie mondiale este amplasată în cadrul cimitirului din localitate și are o suprafață de 150 mp. În această parcelă sunt înhumați 18 eroi, în morminte individuale. 

## Personalități locale
- Visarion Roman (1833 - 1885), publicist, om politic, membru corespondent al Academiei Române.
- Ilarie Chendi (1871 - 1913), critic literar, publicist.
- Ioan Moraru (1927 - 1989), medic, ales post-mortem membru al Academiei Române, copreședinte al organizației internaționale "Medicii lumii pentru prevenirea războiului nuclear" (International Physicians for the Prevention of Nuclear War), alături de Mihail Kuzin (URSS) și Bernard Lown (SUA) -  Organizația a fost distinsă cu Premiul Nobel pentru Pace în 1985 [4]
- Ioan Langa (1875 - 1943), deputat în Marea Adunare Națională de la Alba Iulia 1918

## Galerie de imagini

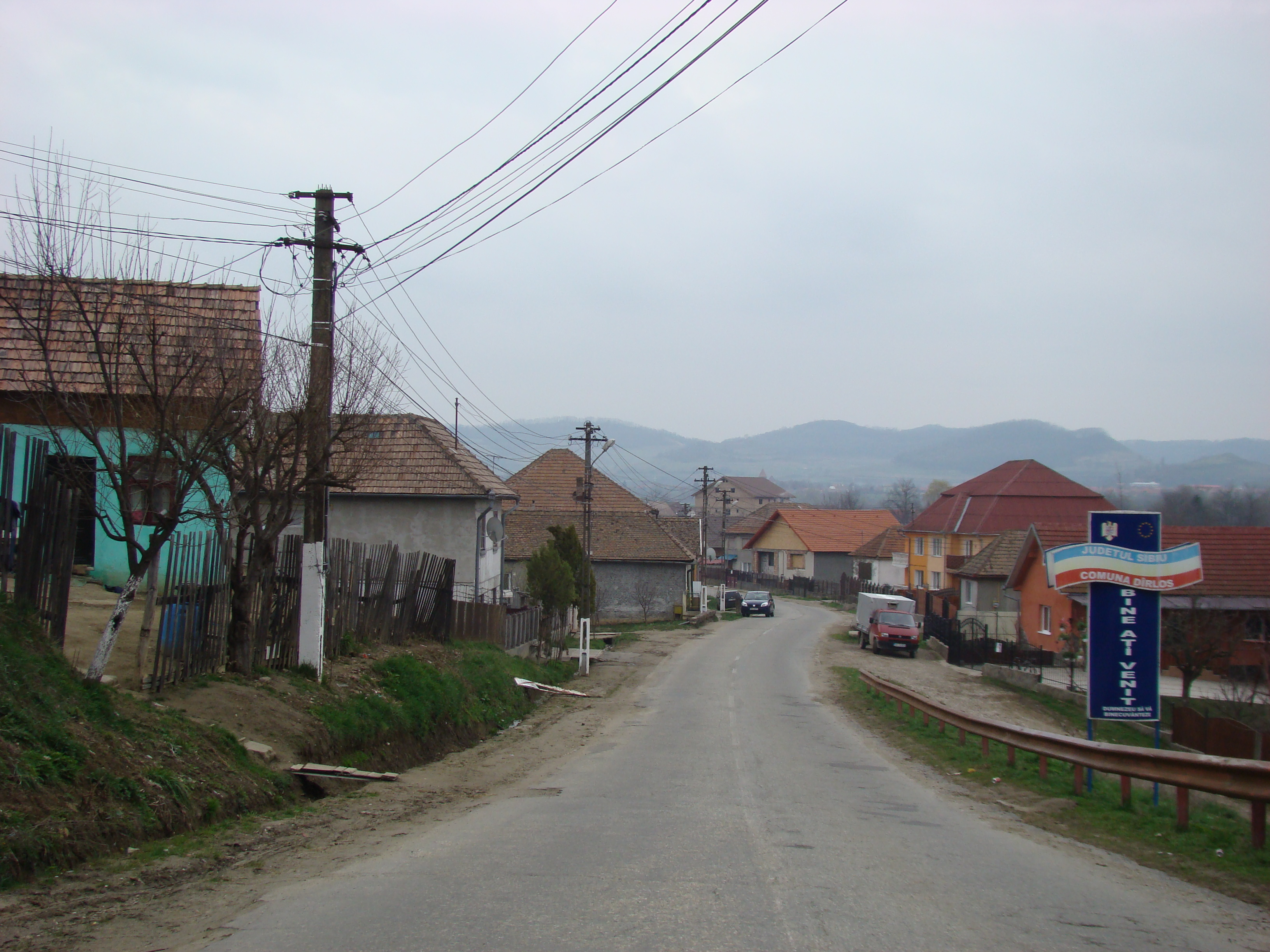
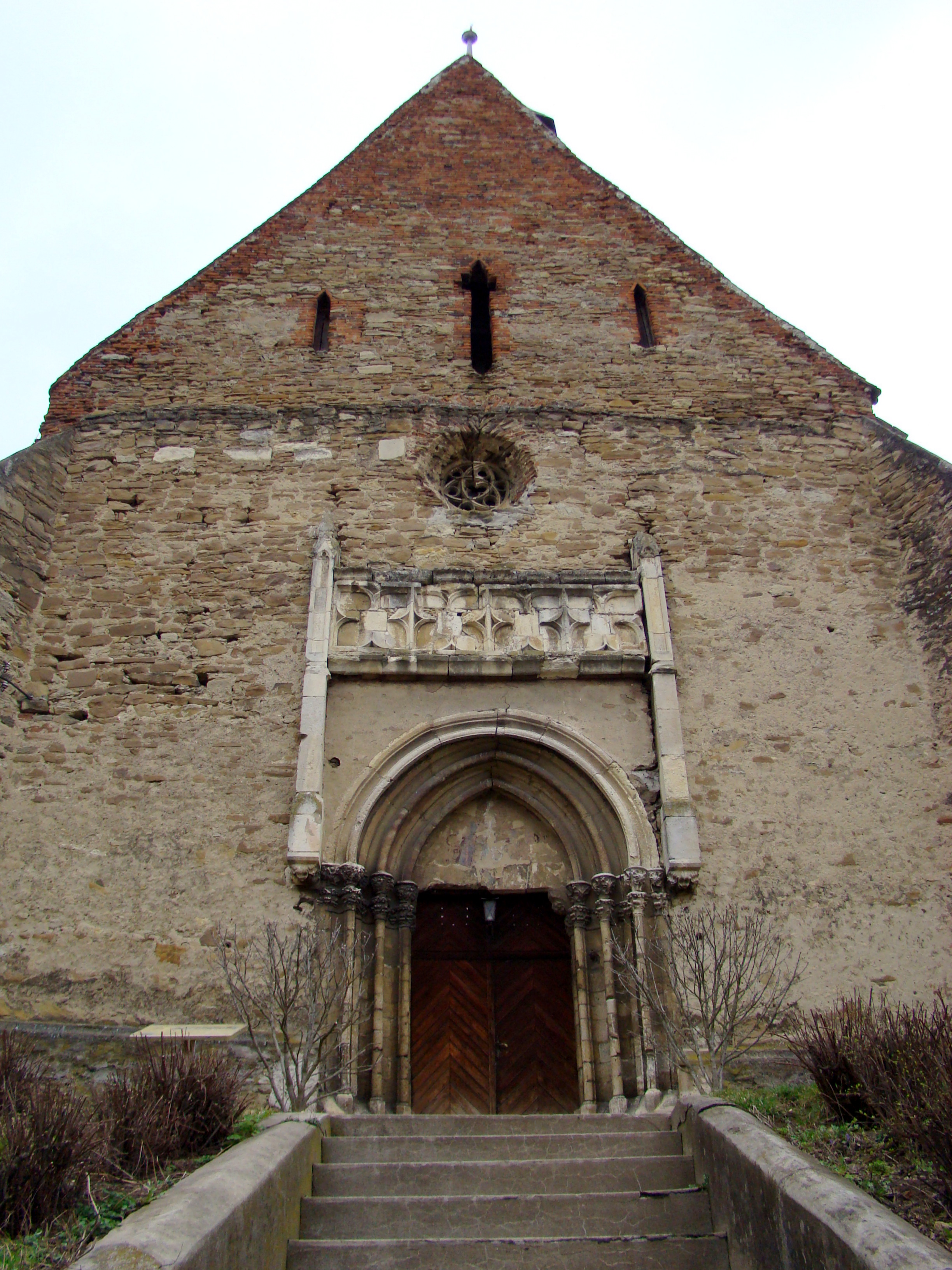
Biserica evanghelică (monument istoric)
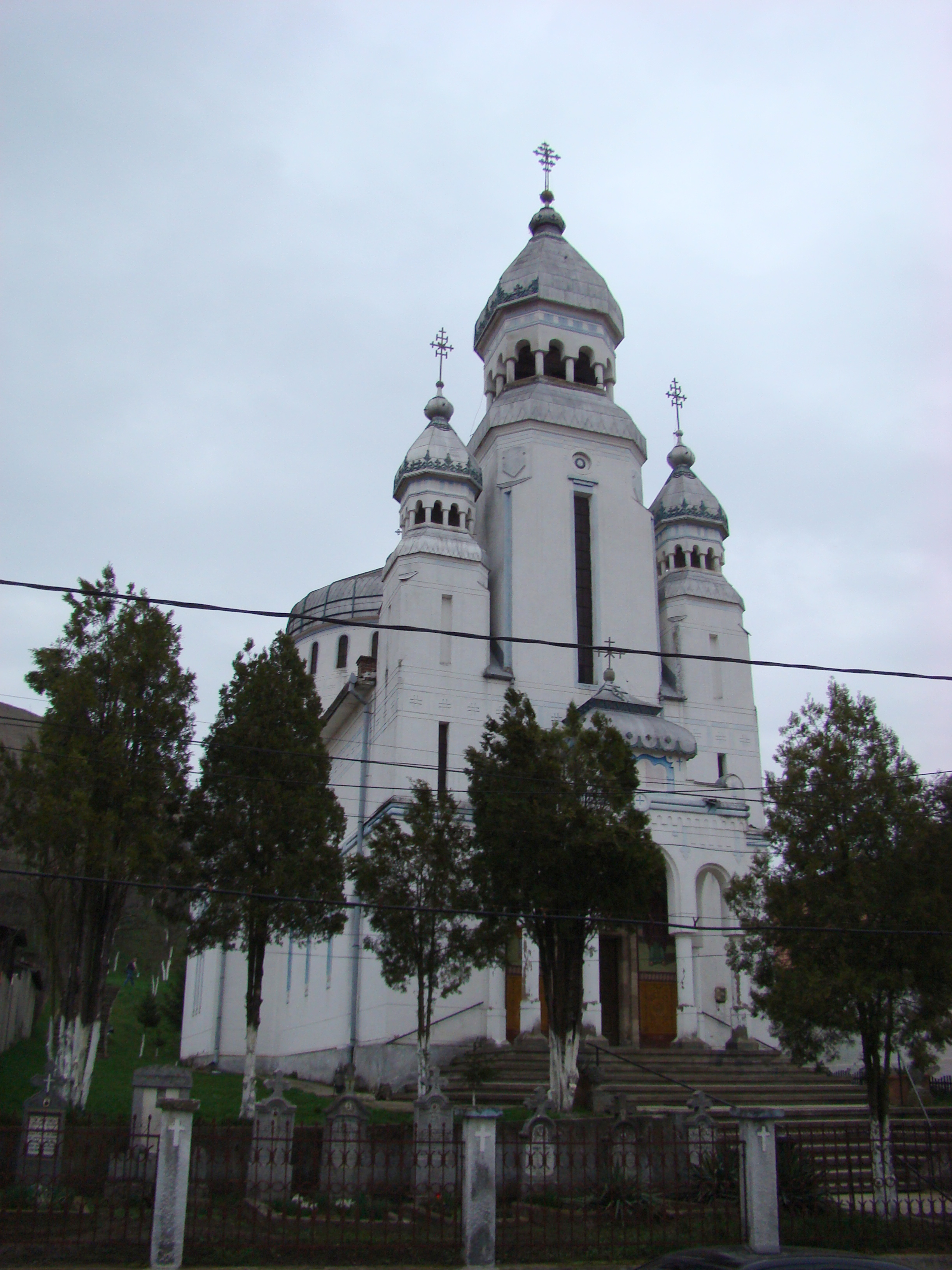
Biserica ortodoxă cu hramul „Sfântul Ierarh Nicolae”
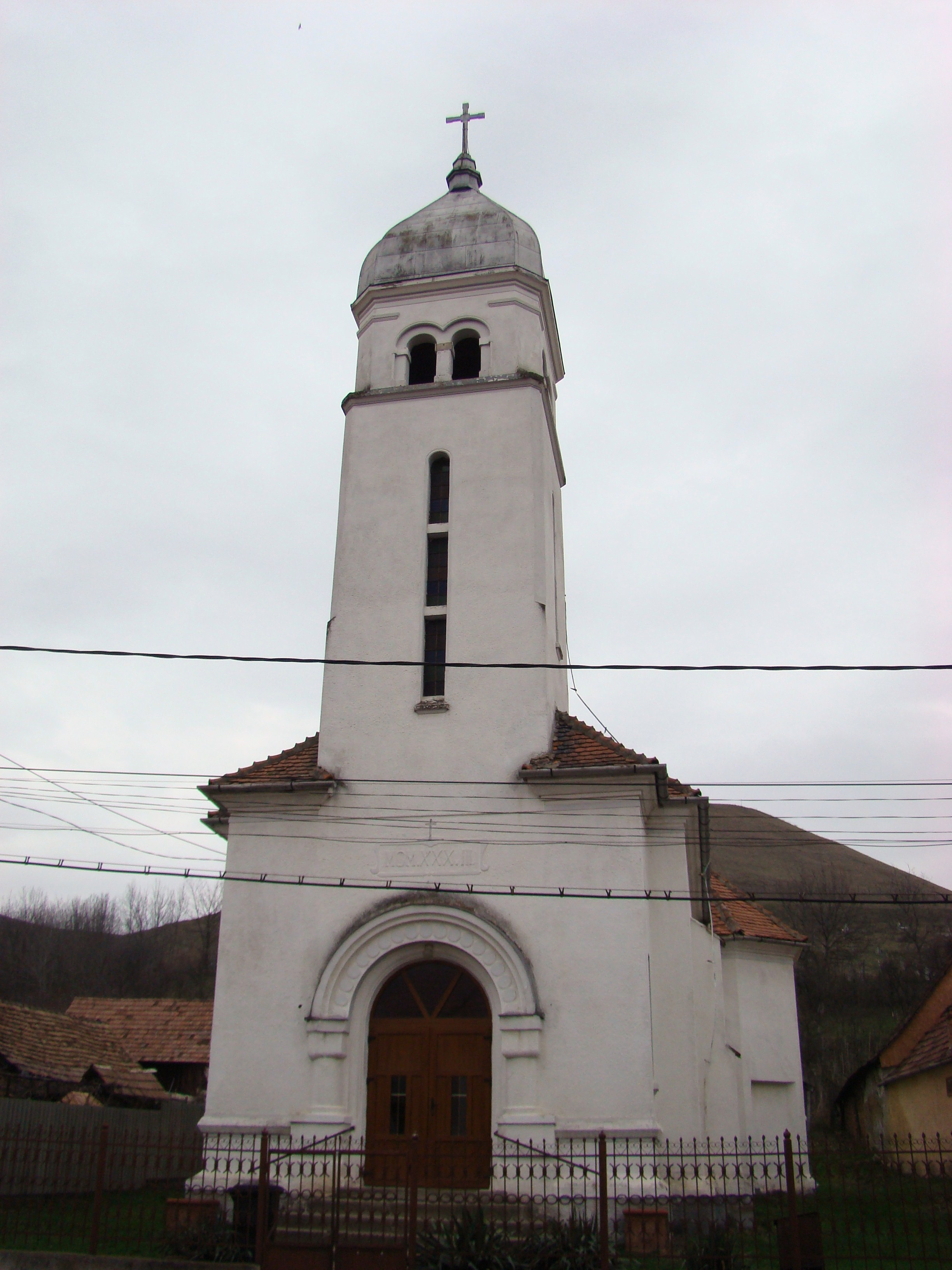
Biserica greco-catolică (1933)
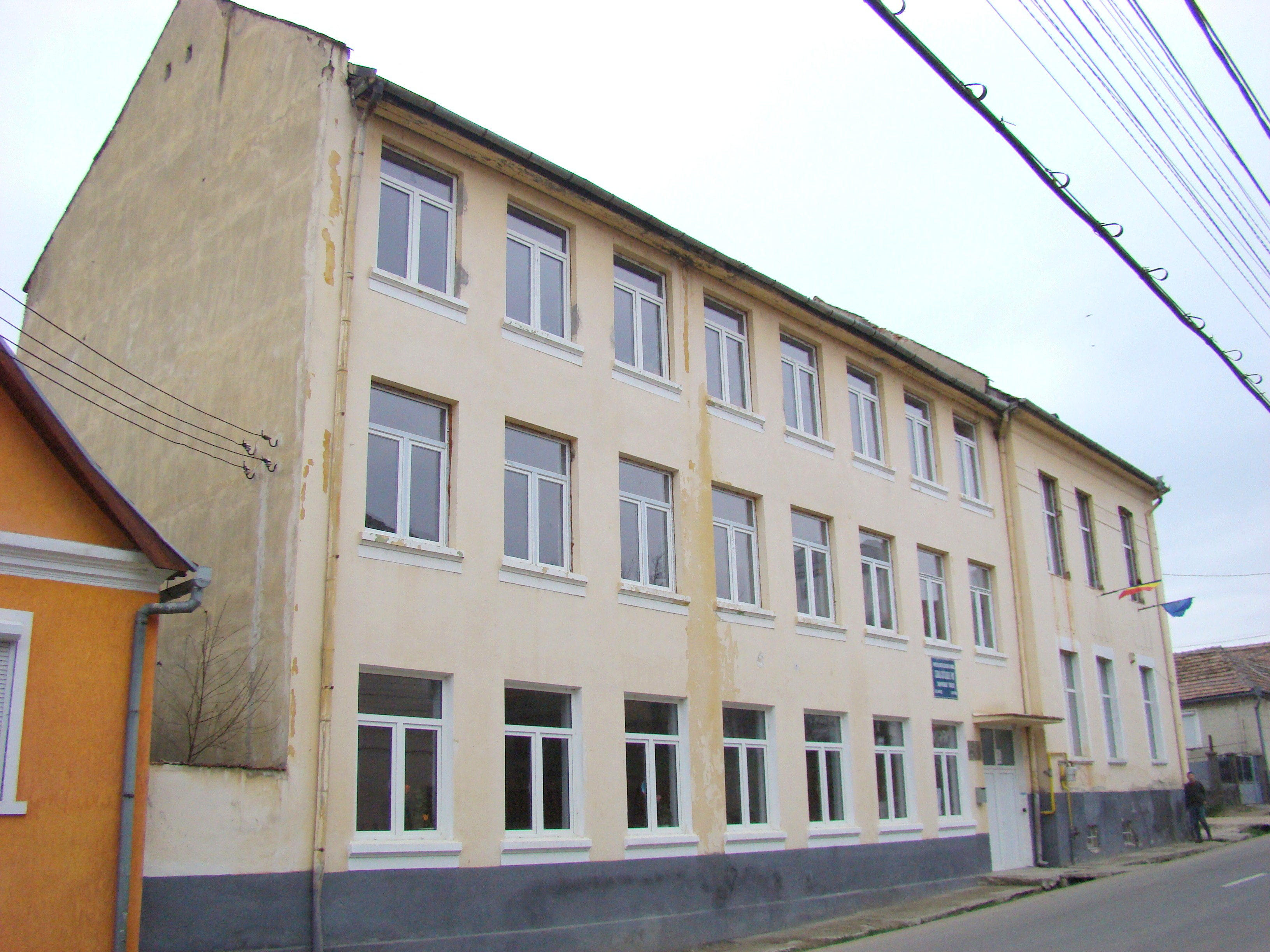
Școala cu clasele I-VIII „Ioan Moraru”
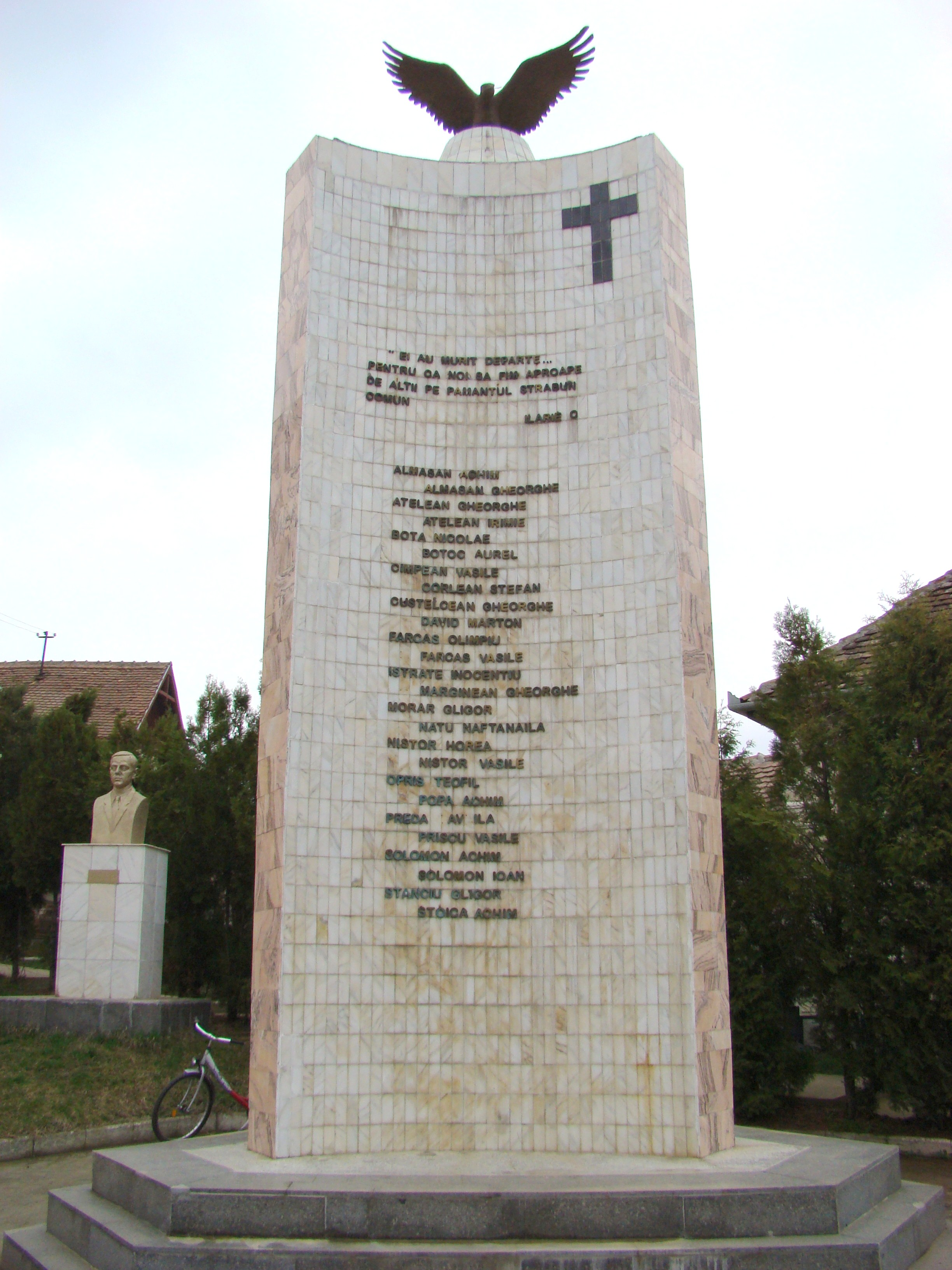
Monumentul Eroilor
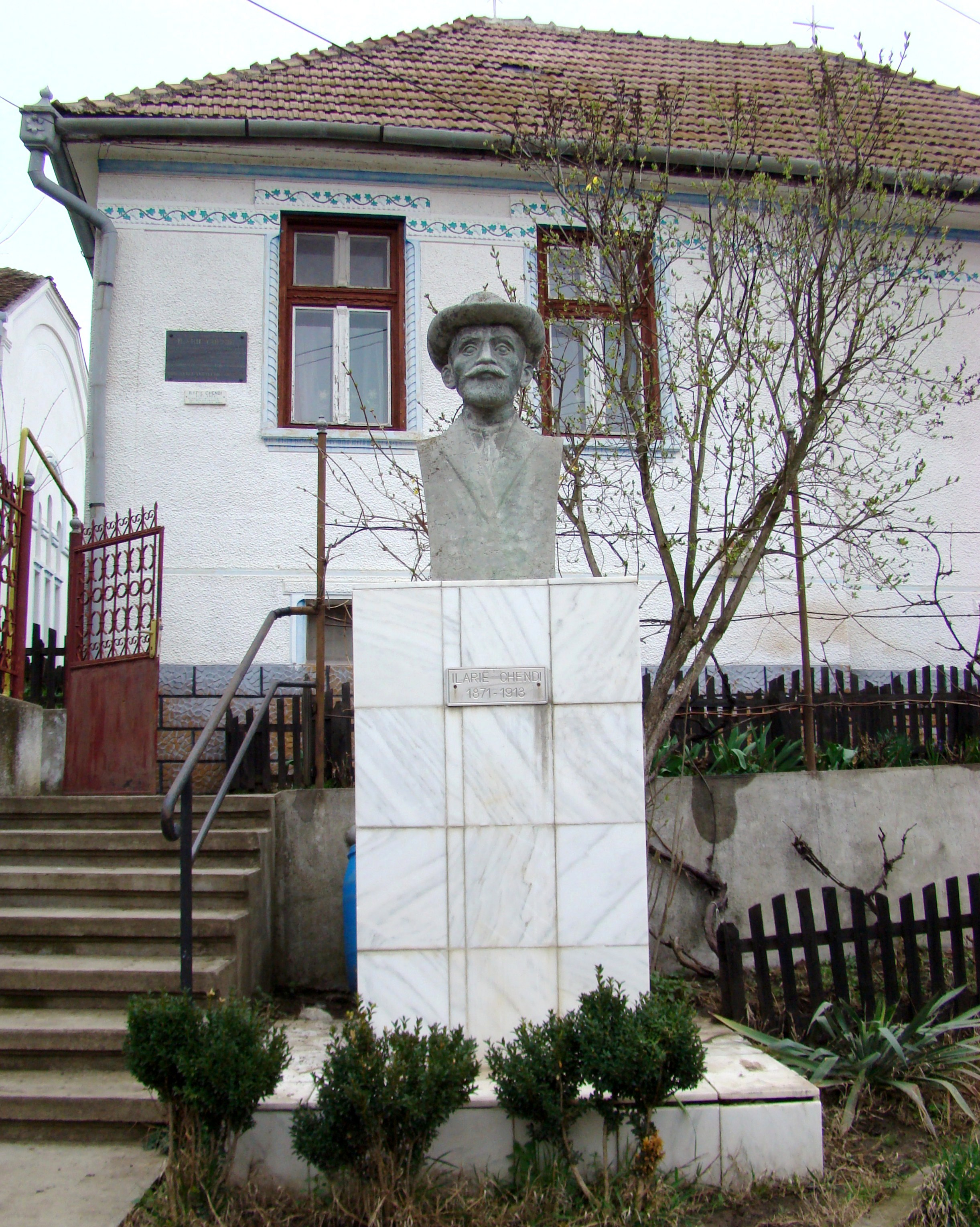
Bustul lui Ilarie Chendi
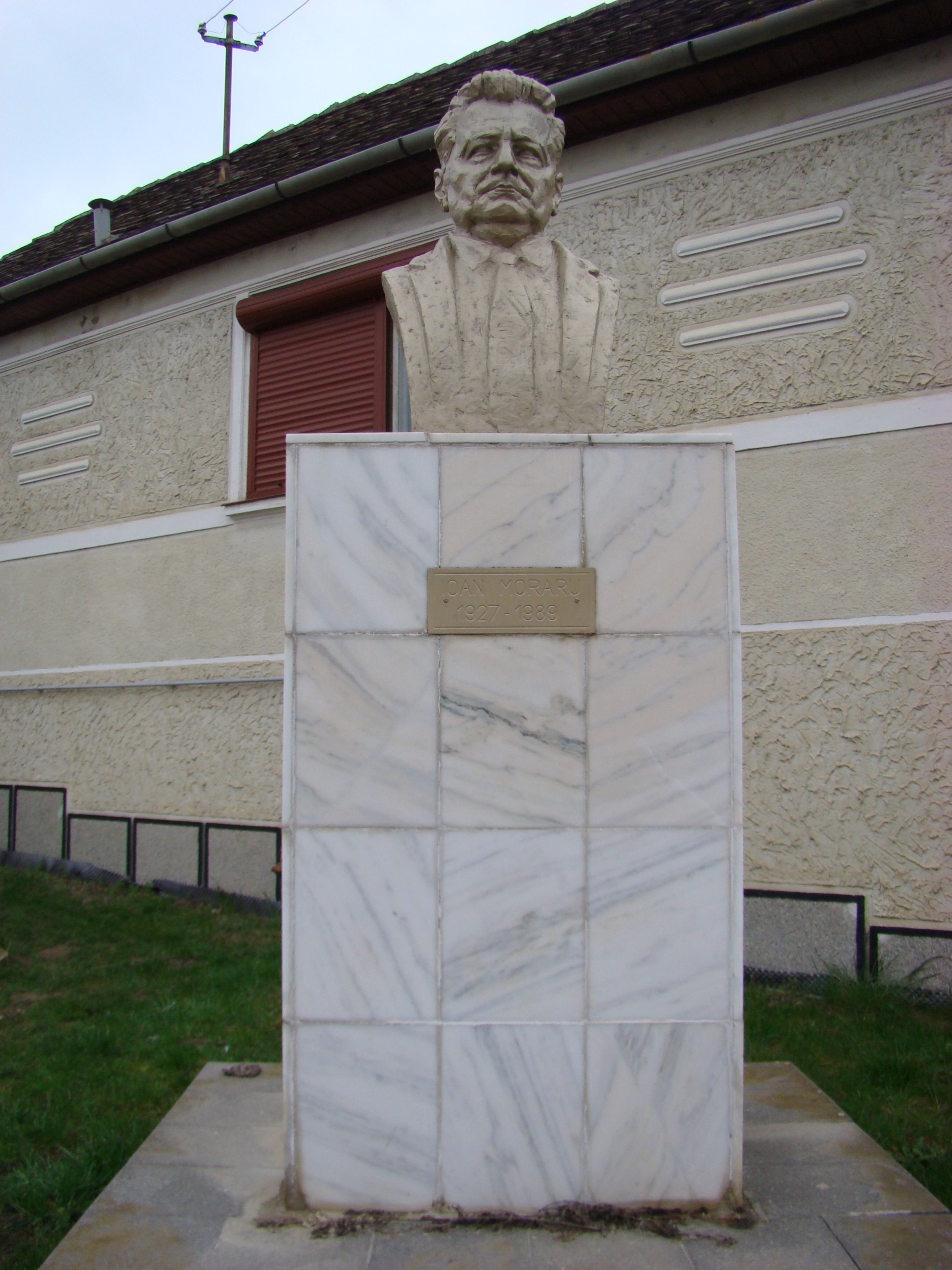
Bustul lui Ioan Moraru
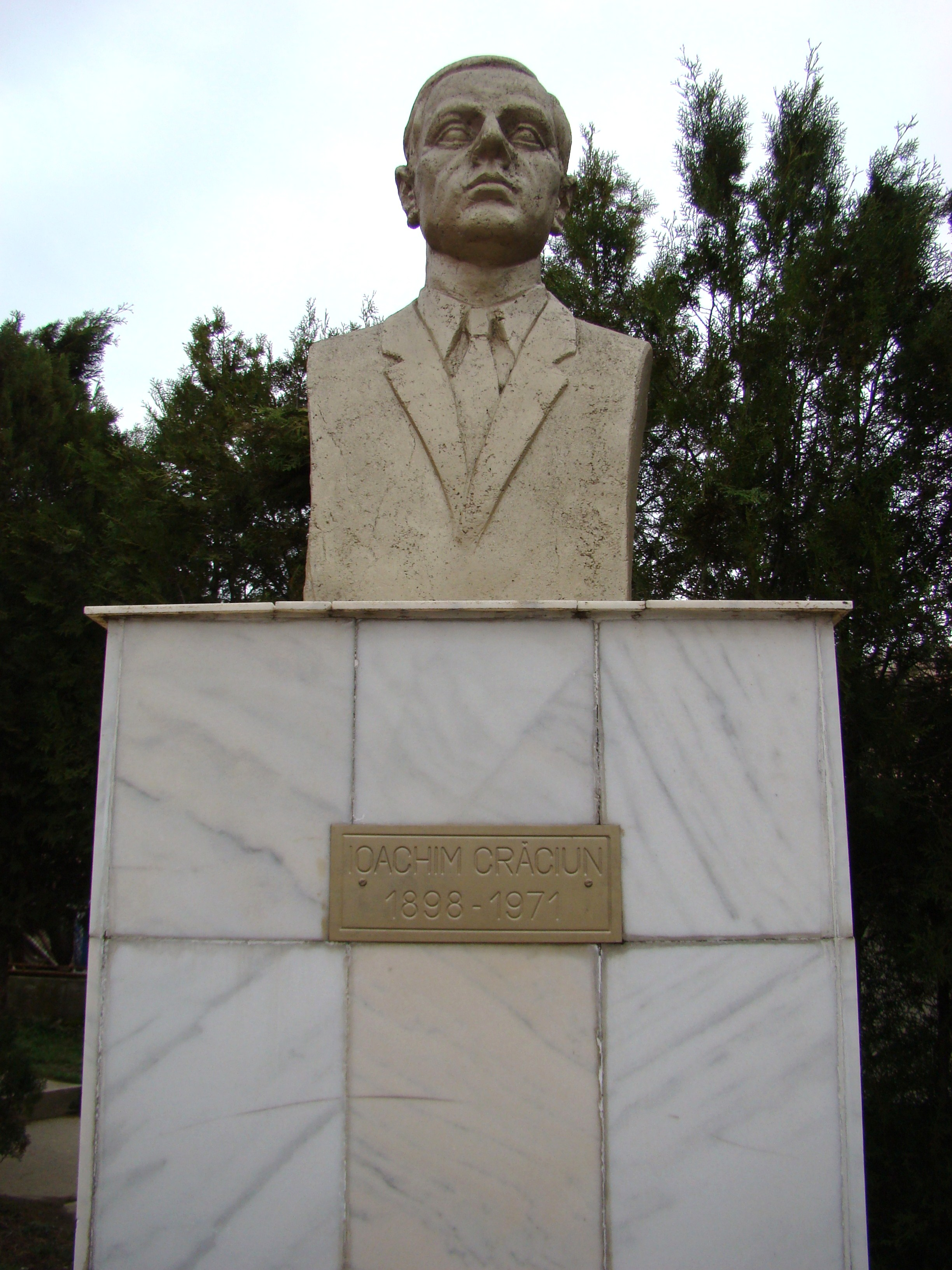
Bustul lui Ioachim Crăciun
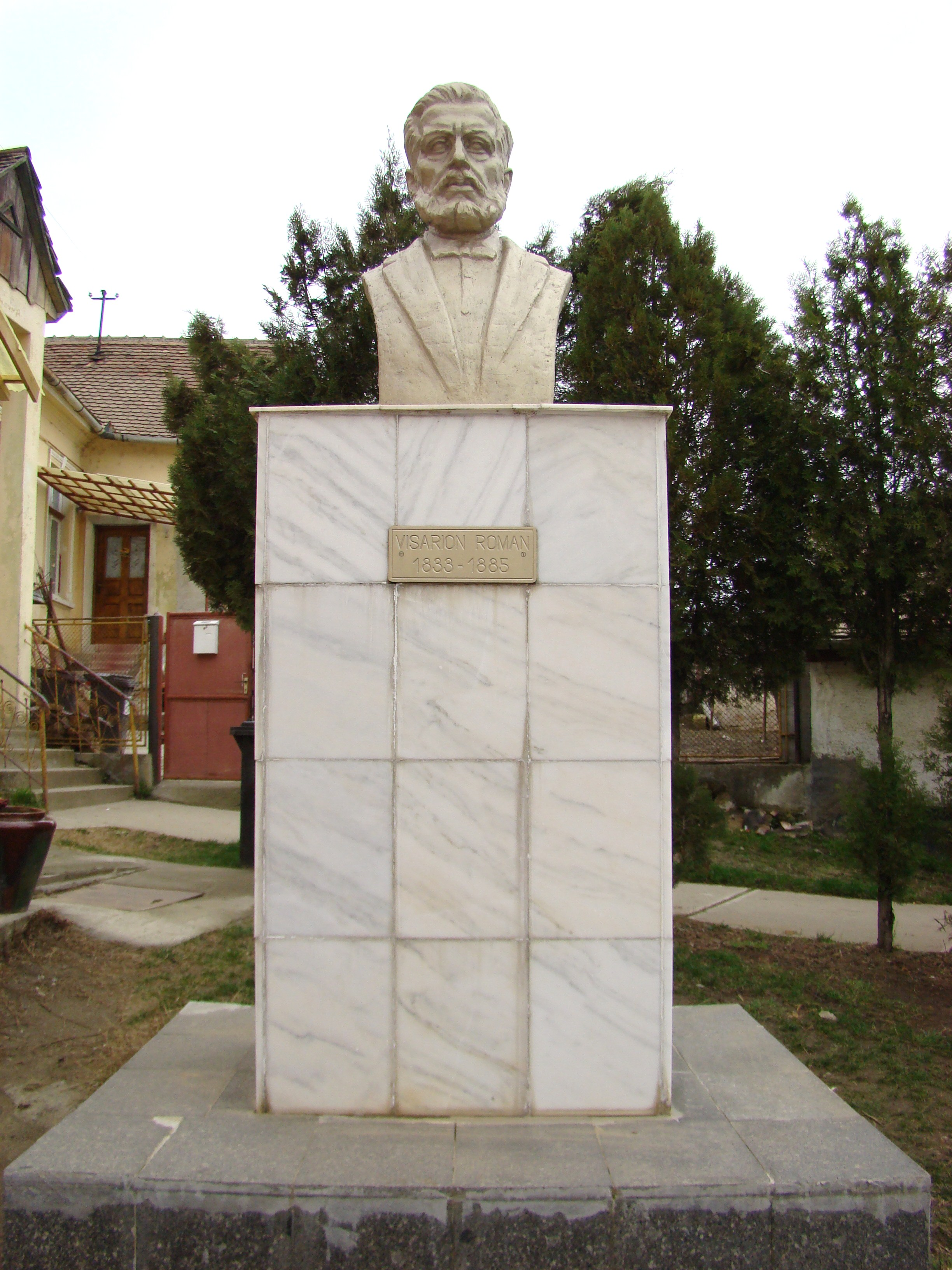
Bustul lui Visarion Roman